# Downhead
Downhead – wieś w Anglii, w hrabstwie Somerset, w dystrykcie (unitary authority) Somerset. Leży 29 km na południe od miasta Bristol i 165 km na zachód od Londynu. W 2001 miejscowość liczyła 88 mieszkańców.